# 藍田駅
藍田駅（らんでんえき）は香港の九龍観塘区にある香港鉄路（港鉄（MTR））観塘線の駅である。

## 駅構造
- 島式ホーム1面2線の地下駅。ホームドア設置駅。

### 駅階層
| -            | 行人通道 （啓田道）            | 啓田道への通路、藍田北                                                |
| G コンコース | コンコース                     | サービスセンター、駅商店、恒生銀行、自動券売機、 ATM、「e分鐘著數」機 |
| G コンコース | 行人天橋                       | 匯景花園、公共運輸交匯處、 行人通道（啓田道）                         |
| L1 ホーム    | ❶番線                          | →■観塘線 調景嶺方面→                                                  |
| L1 ホーム    | 島式ホーム、右側のドアが開く。 |                                                                       |
| L1 ホーム    | ❷番線                          | ←■観塘線 黄埔方面                                                     |

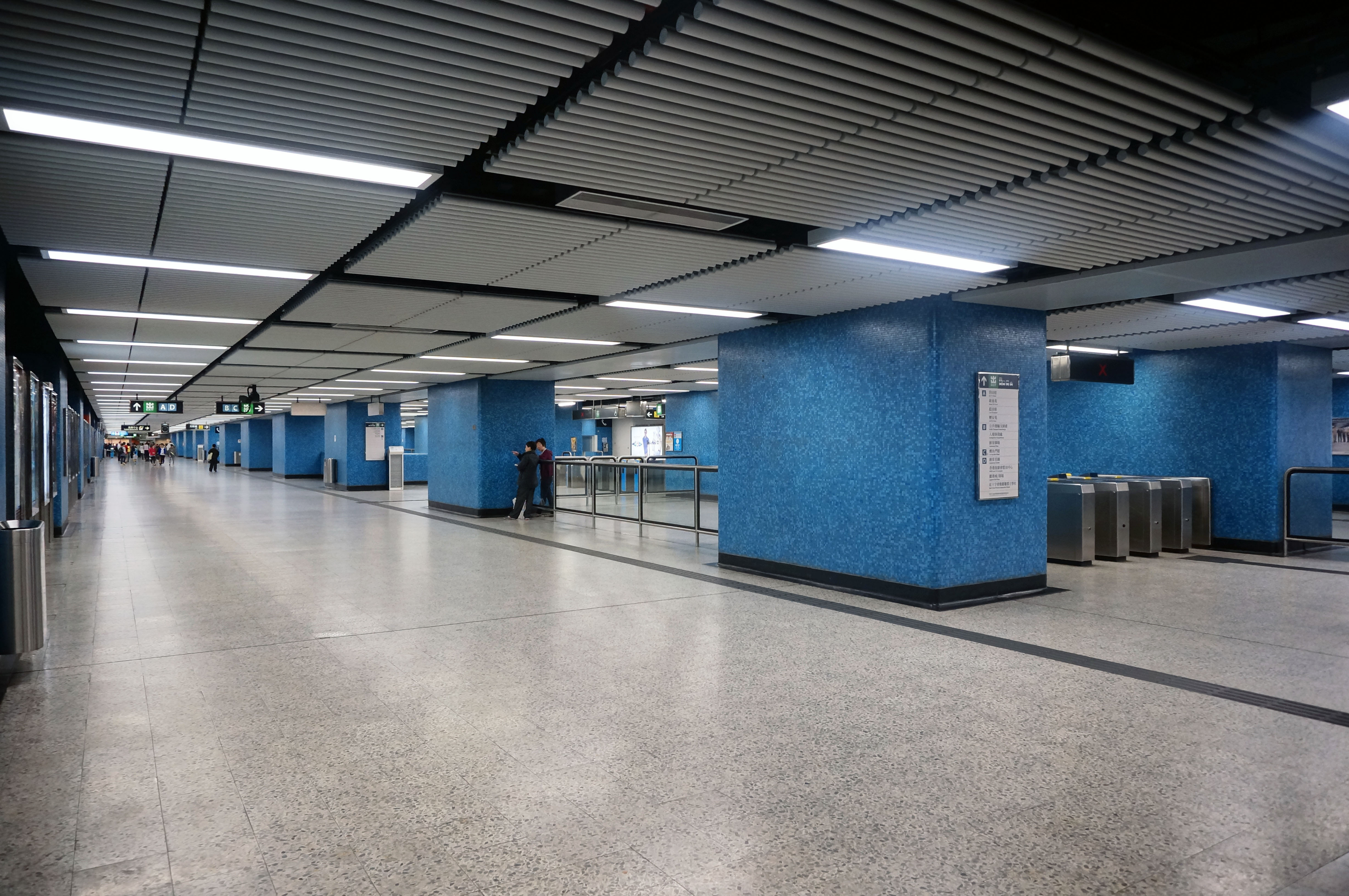
藍田駅コンコース
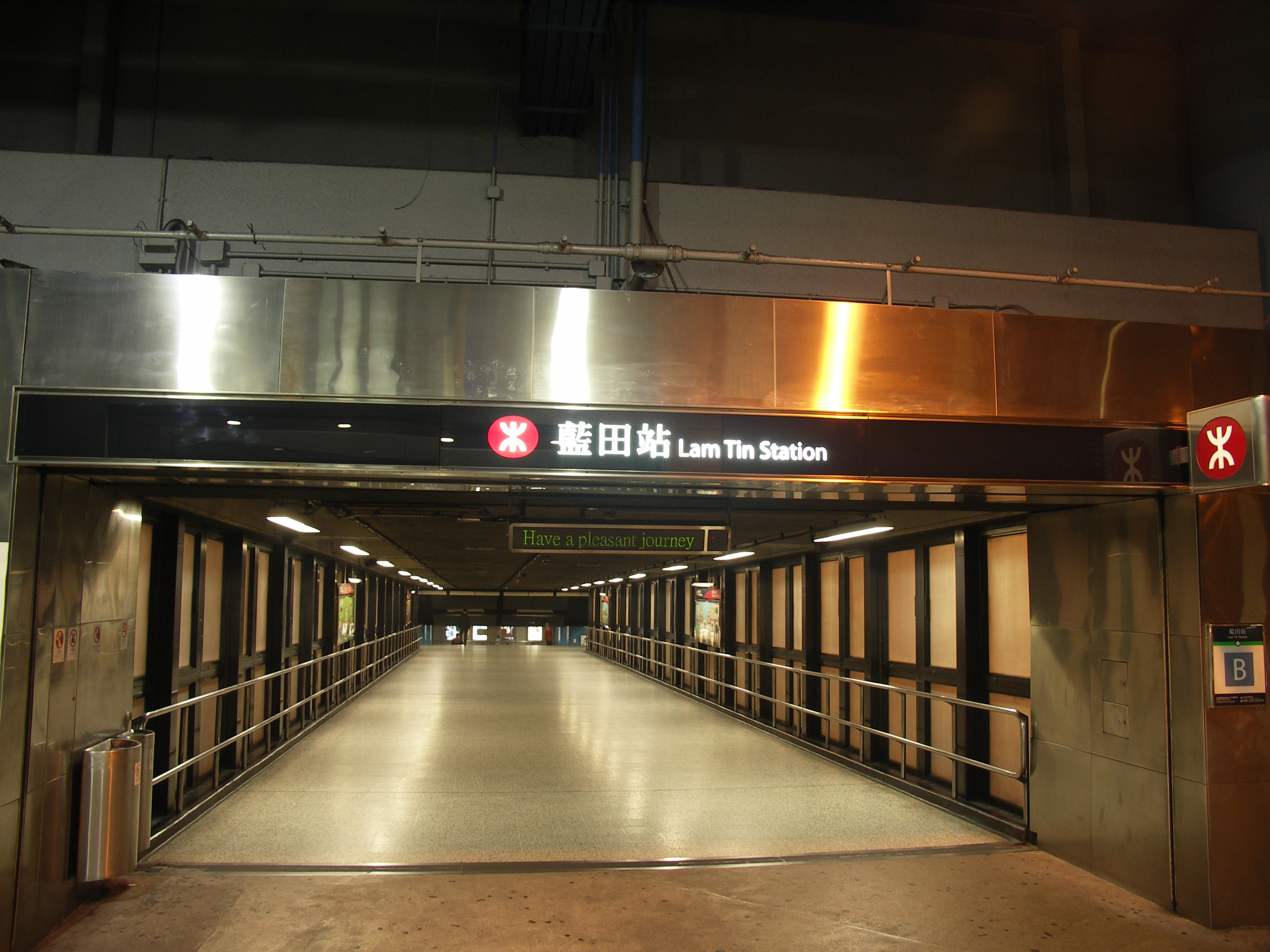
藍田駅B出口
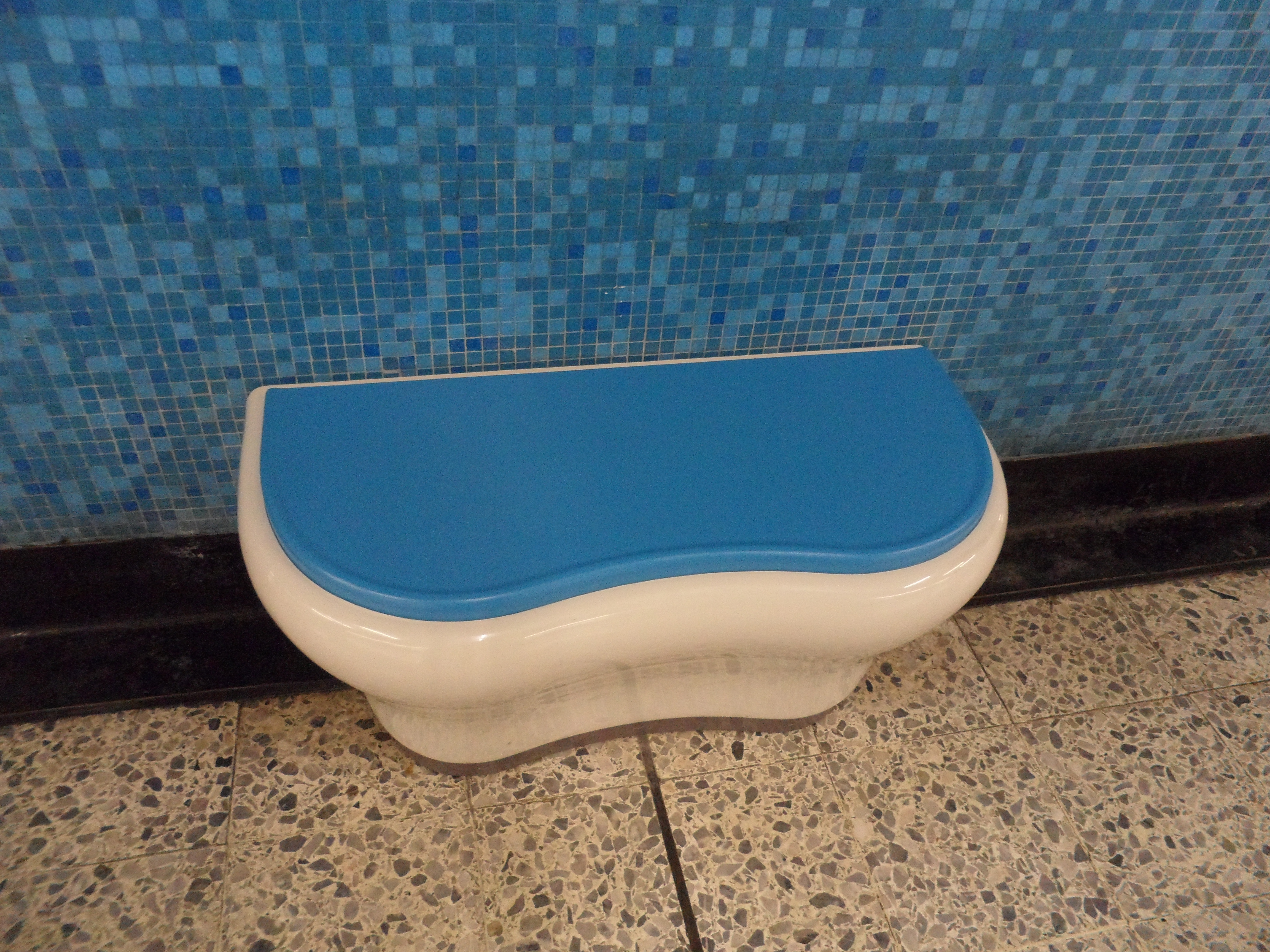
藍田駅人体工程学設計座椅
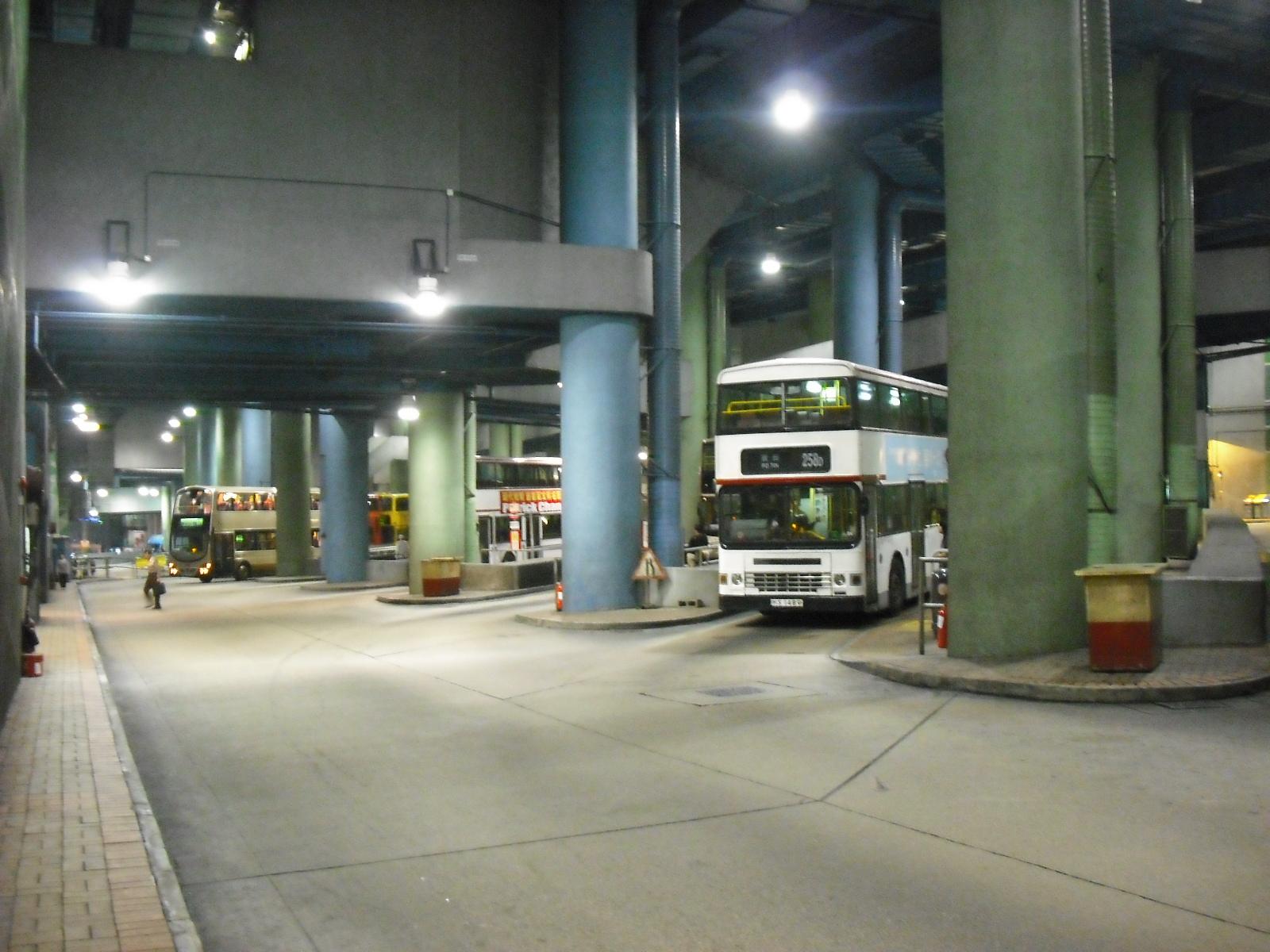
藍田公共運輸交匯處

### コンコース
駅商店・自動サービス
- 駅商店
  - 恒生銀行
  - 美心西餅
  - 華潤便利店
- 自動サービス
  - 恒生銀行ATM
  - 中国銀行（香港）ATM
  - 自動販売機
  - 香港郵政郵箱服務

### 駅出口

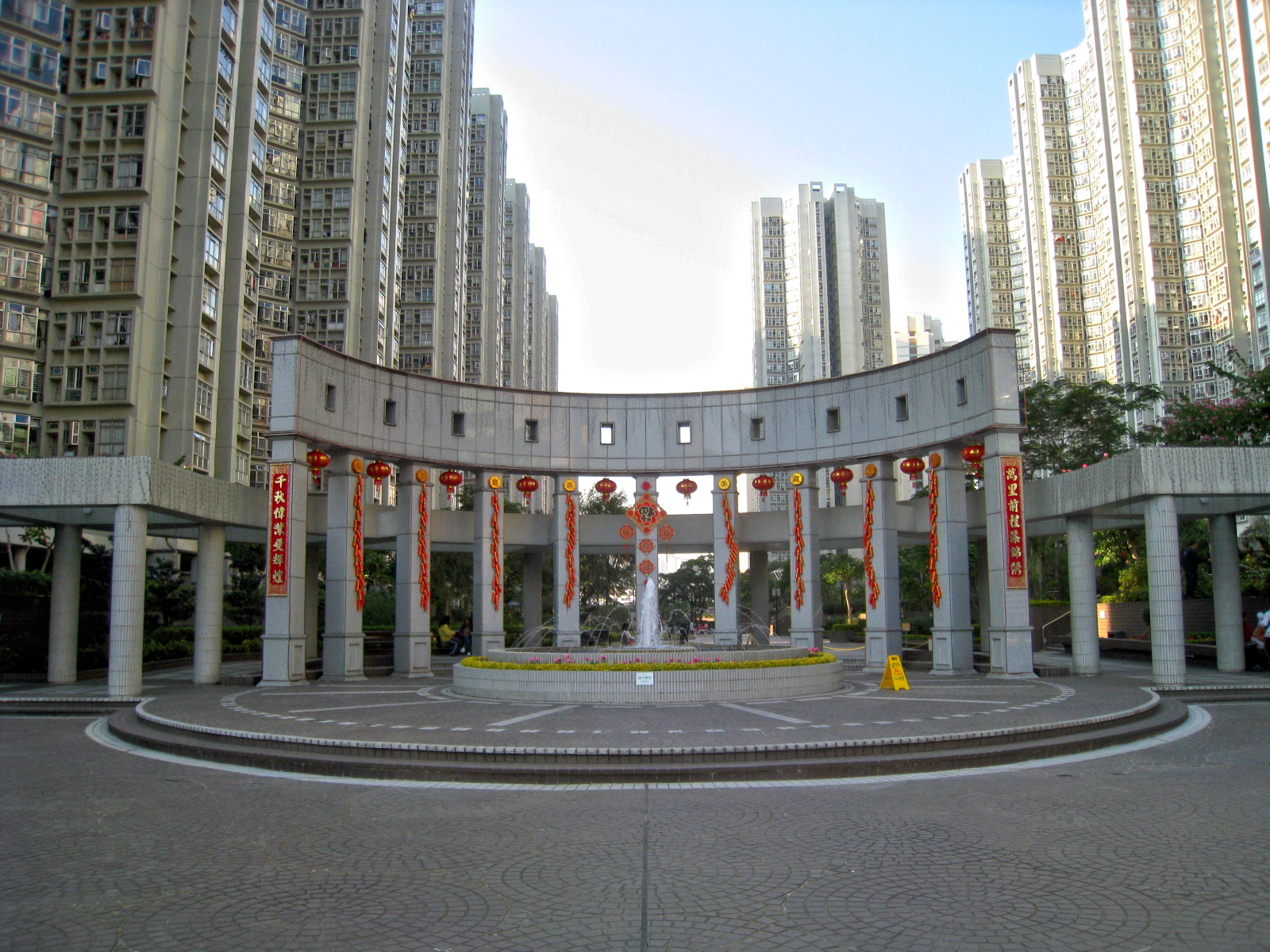
匯景花園
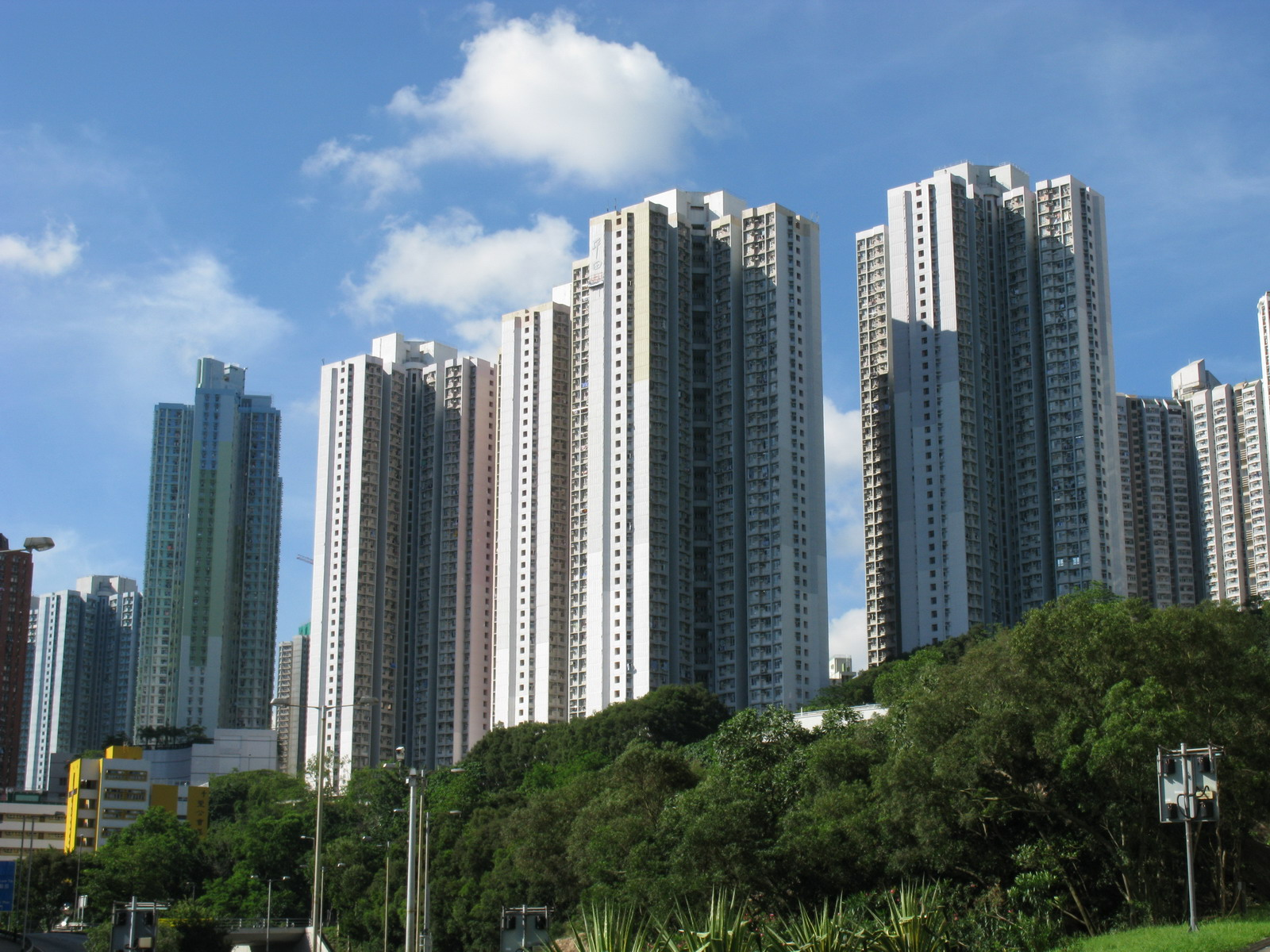
平田邨
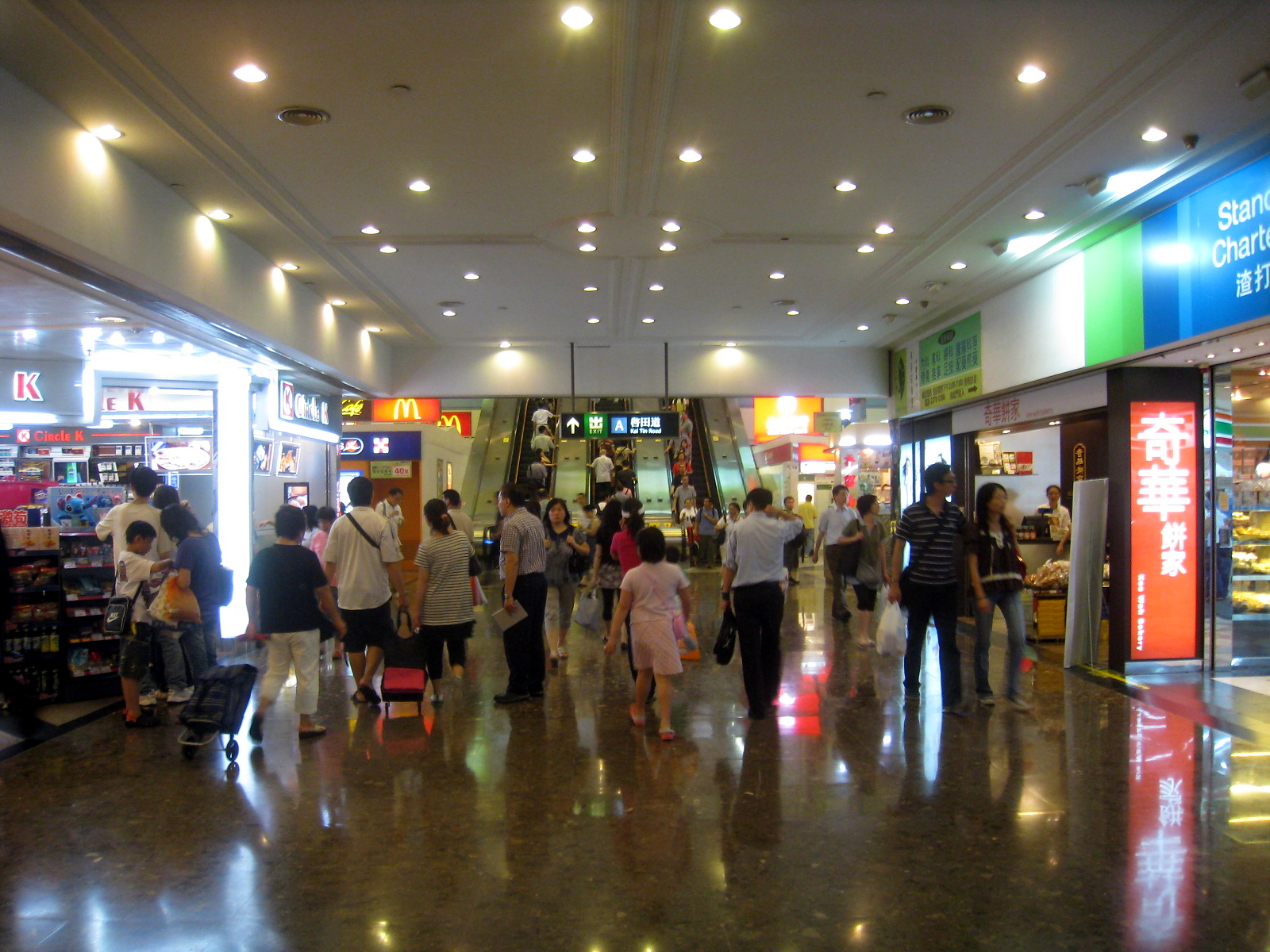
匯景広場

出口は5箇所。
| 出口番号     | 出口表示       | 目的地 |
| ------------ | -------------- | --- |
| 出口 · A     | 啓田道         | 啓田道、康田苑、康逸苑、廉政公署東九龍及西貢辦事處、啓田邨、鯉安苑、藍田分科診療所、藍田（西）社区中心、安田邨                     |
| 出口 · B     | 公共運輸交匯處 | 公共運輸交匯處、入境事務處東九龍辦事處、匯景広場                                                                                   |
| 出口 · B     | 公共運輸交匯處 | 設有失明人士引導徑往返地面 |
| 出口 · C     | 鯉魚門道       | 鯉魚門道 |
| 出口 · C     | 鯉魚門道       | 設有斜道往返地面 |
| 出口 · D · 1 | 匯景花園       | 香港復康会藍田中心、麗港城、麗港城商場、紅十字会学校、茜草湾社区中心、茜草湾遊楽場、茜発道、茜発道網球場、容鳳書紀念中心、茶果嶺道 |
| 出口 · D · 2 | 匯景花園       | 宣道会長者鄰舍中心、匯景花園 |

- 匯景花園
- 平田邨
- 匯景広場

## 接続交通一覧
バス
專線ミニバス
Template:新界專線ミニバス列表
跨境バス
- 観塘跨境快線 - 藍田駅 ↔ 落馬洲皇崗口岸／広州（八達通轉乗優恵）

タクシー
- 市区タクシー乗り場

## 歴史
- 1989年8月9日 - 開業。

## 隣の駅
香港鉄路
■観塘線
観塘駅 - 藍田駅 - 油塘駅